# Klokánek Gilbertův

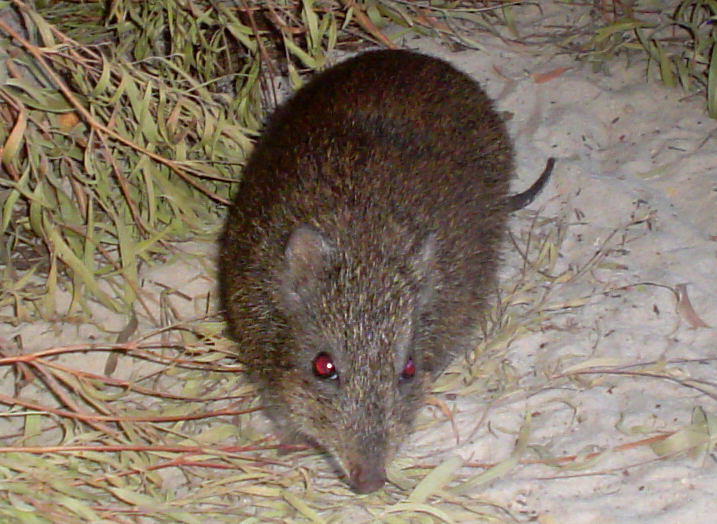
Klokánek Gilbertův

Klokánek Gilbertův (Potorous gilbertii) je nejvzácnější vačnatec na světě a jeden z nejvíce ohrožených savců Austrálie. Je to drobné, skákající zvíře žijící v podrostu jako divoký králík, je však o poznání menší.

## Historie
Předkové těchto zvířat jsou známi z fosilních australských vykopávek ze středního miocénu (z doby asi před 16 miliony let). Pro vědu byli objeveni v roce 1840 a po čtyřiceti létech se stali na více než 100 let, i přes cílené vyhledávání, nezvěstnými. Byli považováni za další oběť nepříznivých změn v přírodě Austrálie, které následovaly po evropské kolonizaci. Teprve v roce 1994 byli znovu nalezeni na jihozápadě Západní Austrálii, kde žijí v nevelké oblasti vřesovišť v přírodní rezervaci Two Peoples Bay u mořské zátoky Margaret River nedaleko města Albany.

## Popis
Tento klokánek s měkkou, hustou, šedohnědou srstí váží 0,9 kg (samice) až 1,1 kg (samec), tělo s hlavou má dlouhé asi 27 cm a krátce osrstěný ocas 21 cm. Když stojí vypadá shrbeně a jeho oči směřují šikmo vzhůru. Štíhlý čenich na dlouhé hlavě je mírně zahnutý a směřuje dolů, kulaté uši má zcela ukryté v srsti. Na předních tlapkách má zakřivené drápy, které mu slouží k hrabání a dokáže jimi obratně lapat živou potravu. Zadní nohy, napevno připojené k pánvi, má dlouhé a silné, jako u typického klokana. Při pomalém pohybu klade přední tlapky na zem, při rychlém skáče jen po zadních. Má dobrý čich, který umožňuje nacházet potravu v zemi. Složitý žaludek efektivně extrahuje živiny z nevydatné stravy. Samice má zepředu otevírající se vak.

## Potrava
Živí se téměř z 90 % podzemními houbami, tj. houbami vytvářející plodnice pod povrchem půdy (v Evropě to jsou např. lanýži). Zbytek stravy tvoří mladé rostliny, semena, drobné plody a v malém množství i hmyz. Houby nacházejí v  zemí čichem, vyhrabávají je předními nohama z hloubky až 10 cm a konzumují jejich plodnice. Po strávení hub vyjdou nepoškozené spory společně s trusem a jsou rozptýleny po okolí, pokud se dostanou ke kořenům symbiotických rostlin vyrostou z nich nové houby.

## Chování
Jsou to převážně noční zvířata, samci den přespávají v jednoduchém dolíku v křoví, samice si staví hnízda trvanlivější. Žijí v malých, od sebe oddělených skupinách od tří do osmi jedinců, nedospělí a někdy i samci přecházejí do cizích skupin. V rámci skupiny mají samci území velká 15 až 25 ha, zatím co samice s nedospělci jen okolo 6 ha. Okrsky zvířat stejného pohlaví se nepřekrývají, samičí se však rozkládají na územích samců. Spory o teritoria propukají jen mezi samci a to v době, kdy se tam nachází říjná samice.

## Rozmnožování
Klokánci Gilbertovi jsou polygamní. Výskyt mláďat ve vaku samic je pozorován v průběhu celého roku, z toho plyne, že jsou schopné se pářit průběžně. Po 38 dnech březosti se rodí jedno málo vyvinuté mládě, bývá velké jen 7 mm a 10 minut mu trvá cesta do matčina vaku, kde se přisaje k mléčné žláze. Mléko dostává až čtyři měsíce, po třech měsících již nakrátko z vaku vylézá. Matka potomka ochraňuje a pomáhá mu hledat potravu i v době, kdy již nosí ve vaku další. Samci se podílejí pouze na plození nové generace.
Samice se mohou pářit krátce po porodu a následně pozastavit vývoj oplodněného vajíčka až na dobu čtyř měsíců, nebo do úmrtí mláděte ve vaku. U samice chované v zajetí bylo po uhynutí potomka nošeného ve vaku pozorováno narození nového mláděte, aniž samice přišla do styku se samcem. Samice se začínají rozmnožovat v devíti až dvanácti měsících. Vzhledem ke své malé velikosti jsou poměrně dlouhověkými zvířaty, ve volné přírodě žijí asi 7 a v zajetí 12 let.

## Ohrožení
Ve své domovině je ohrožován hlavně z Evropy dovezenými dravci, liškami a zdivočelými kočkami, na které není připraven a neumí se jim ubránit. Velmi mu škodí také lidmi nebo bleskem způsobované požáry, není zvyklý migrovat a před ohněm obvykle nedokáže uniknout a po něm se nemá kde skrýt a nakrmit.
Skutečné stavy zvířat jsou jen odhadované, v roce 2012 jich bylo asi 100, v následujících létech se tento počet v důsledků požárů snížil na téměř polovinu. Odborníky je považováno 500 jedinců za minimální množství nutné k zajištění dostatečné genetické variability.
Přirozeně se vyskytují pouze na jediném místě, v rezervaci Two Peoples Bay a proto byly vytvořeny dvě malé druhotné populace. Jedna v nedalekém národním parku Waychinicup, kde bylo 280 ha oploceno na ochranu před liškami a kočkami a druhá na ostrově Bald Island. Po dobu 15 let bylo několik zvířat pokusně chovano v zajetí, pro nevalné výsledky při rozmnožování však byl chov zrušen. Poslední výzkumy naznačují, že celkové stavy se soustavně snižují a proto je klokánek Gilbertův podle IUCN i nadále považován za kriticky ohrožený druh (CR).